# Living Colour
Living Colour es una banda de rock formada en 1984 por músicos de Nueva York, Estados Unidos. Su estilo musical fusiona géneros como el funk, heavy metal, hard rock, free jazz y hip-hop. Tras disolverse en enero de 1995, la agrupación anunció su reunión a principios de 2001.

## Historia

### Inicios
La banda comenzó como un trío compuesto por Vernon Reid (guitarra), Muzz Skillings (bajo) y Will Calhoun (batería). Corey Glover (voz) fue integrado a la banda después de que Vernon Reid lo escuchó cantar el «Cumpleaños feliz» en la casa de un amigo. El grupo se presentó durante varios años en clubes y salas de Estados Unidos, haciendo habitual sus shows en el CBGB neoyorquino, previo a su primer disco. Vernon Reid era el único que contaba con experiencia musical, ya que había grabado con el equipo experimental de jazz de Ronald Shannon Jackson (el que integró a principios de la década de 1980) y también con Defunkt, Public Enemy y Bill Frisell.

### Popularidad
Mick Jagger, vocalista de los Rolling Stones, llevó a Living Colour a producir un demo y firmar un contrato con una discográfica, después de quedar impresionado con un recital de la banda. A mediados de 1988 graban su primer disco Vivid, con la producción de Ed Stasium y Mick Jagger. El éxito del disco fue acompañado de numerosos premios, entre el que está su primer Grammy en la categoría de “Best Hard Rock Performance” en 1989, debido principalmente al éxito de la canción "Cult of Personality", que logró constante difusión en radio y en el canal MTV. Tuvieron su primera gran gira al ser teloneros de los Rolling Stones, en el tour del disco Steel Wheels.
Time's Up, segundo álbum lanzado en 1990, reveló toques experimentales con más arreglos, jugando con la música afro-latina en Solace Of You, la psicodelia en Fight The Fight y un sonido hardcore thrash del tema que da título al álbum. El tema Love Rears It's Ugly Head los mantiene en las listas de éxitos, aunque el impacto del disco es menor. En este año reciben otro Grammy a la “Best Hard Rock Performance”. La presencia compositiva de Vernon Reid es menor, resultando un trabajo más de conjunto. Poco después la banda se embarcó en su primera gira europea.
Biscuits, editado en 1991, es un EP con material en vivo (como las versiones Talkin’ Loud And Sayin’ Nothing, de James Brown, y Burning of the Midnight Lamp, de Jimi Hendrix) y otros temas que no fueron publicados en Time's Up!, como Money Talks. Muzz Skillings abandonó la banda por diferencias musicales en 1992 y lo sustituyó el bajista Doug Wimbish, que venía de tocar con la agrupación Tackhead.
En 1993 lanzaron el disco Stain, comenzando una nueva etapa de éxitos, giras mundiales y ventas millonarias. El sonido se tornó más oscuro y heavy que sus anteriores larga duración. Ese mismo año, participaron junto a Run DMC en el tema Me, Myself & My Microphone, para la banda sonora Judgment Night de la película del mismo nombre. También incluyeron una versión del tema "Crosstown Traffic" para el álbum tributo a Jimi Hendrix "Stone Free", y otra del clásico "Sunshine Of Your Love", del grupo Cream, para la película True Lies, pero las cosas no iban bien en el seno del grupo, que termina separándose en enero de 1995 aduciendo diferencias musicales.

### Nuevo Milenio
Para la Navidad de 2000, Vernon Reid tocó con Head Fake, un proyecto de montado por Will Calhoun y Doug Wimbish, en el que ocasionalmente cantaba Corey Glover. El concierto se realizó en el CBGB de Nueva York bajo el cartel: Headfake and Surprise Musical Guest. La formación completa de Living Colour interpretó varios clásicos de la banda. Tras la reunión, surgieron pequeños tours por la Costa Oeste, Europa y Sudamérica. Luego de un año y medio componiendo, Living Colour lanzó CollideØscope después de diez años sin grabar juntos.
En 2007 participan del recital tributo a Jimi Hendrix llamado "Experience Hendrix", realizado en el Paramount Theatre de Seattle, junto a Kenny Wayne Shepherd, Indigenous, Double Trouble, Hubert Sumlin, Paul Rodgers y los exmiembros de las bandas del guitarrista Buddy Miles y Mitch Mitchell. El evento fue editado en DVD, en el que Living Colour registra versiones de "Power of Soul" y "Crosstown Traffic".
En septiembre de 2009 lanzaron su quinto álbum de estudio, The Chair in the Doorway, disco que recibió buenas críticas por parte de la prensa especializada y fue el primero en entrar a las listas de ventas desde Stain.
En el año 2011 la banda ha vuelto a tener cierta repercusión ya que la canción "Cult of Personality" se convirtió en la música de entrada de Phil Brooks, más conocido por su nombre de luchador en la WWE, CM Punk.
En el año 2013 la banda tuvo una presentación especial en WrestleMania 29 para interpretar "Cult Of Personality".
Posteriormente en el año 2016, de las sesiones de estudio previas a su álbum programado para inicios de 2017 'Shade', graban un 'mixtape' de siete canciones; de las cuales se extrae el sencillo y videoclip de la banda "Who Shot Ya?" una versión de la popular canción del artista The Notorious B.I.G. junto con otras seis canciones y versiones que la banda le hace a otros artistas, como The Jackson 5.
Su última producción Shade, fue lanzada el 8 de septiembre de 2017.

## Miembros

### Actuales

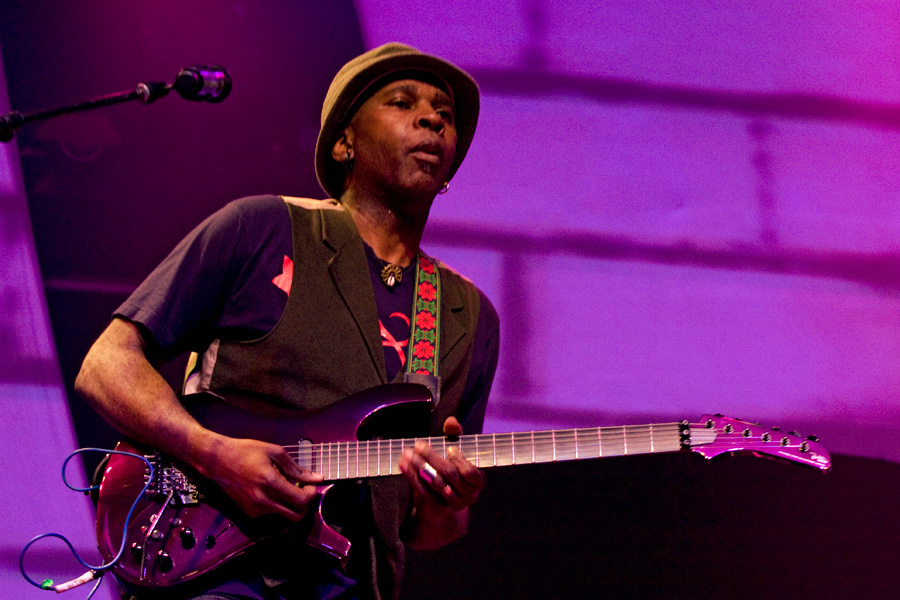
Vernon Reid, guitarra (1984 - 1995, 2000 - presente)
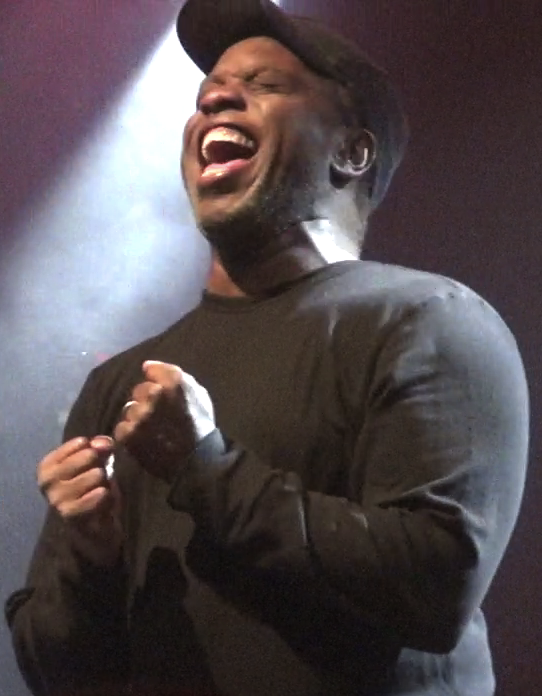
Corey Glover, vocalista (1984 - 1995, 2000 - presente)
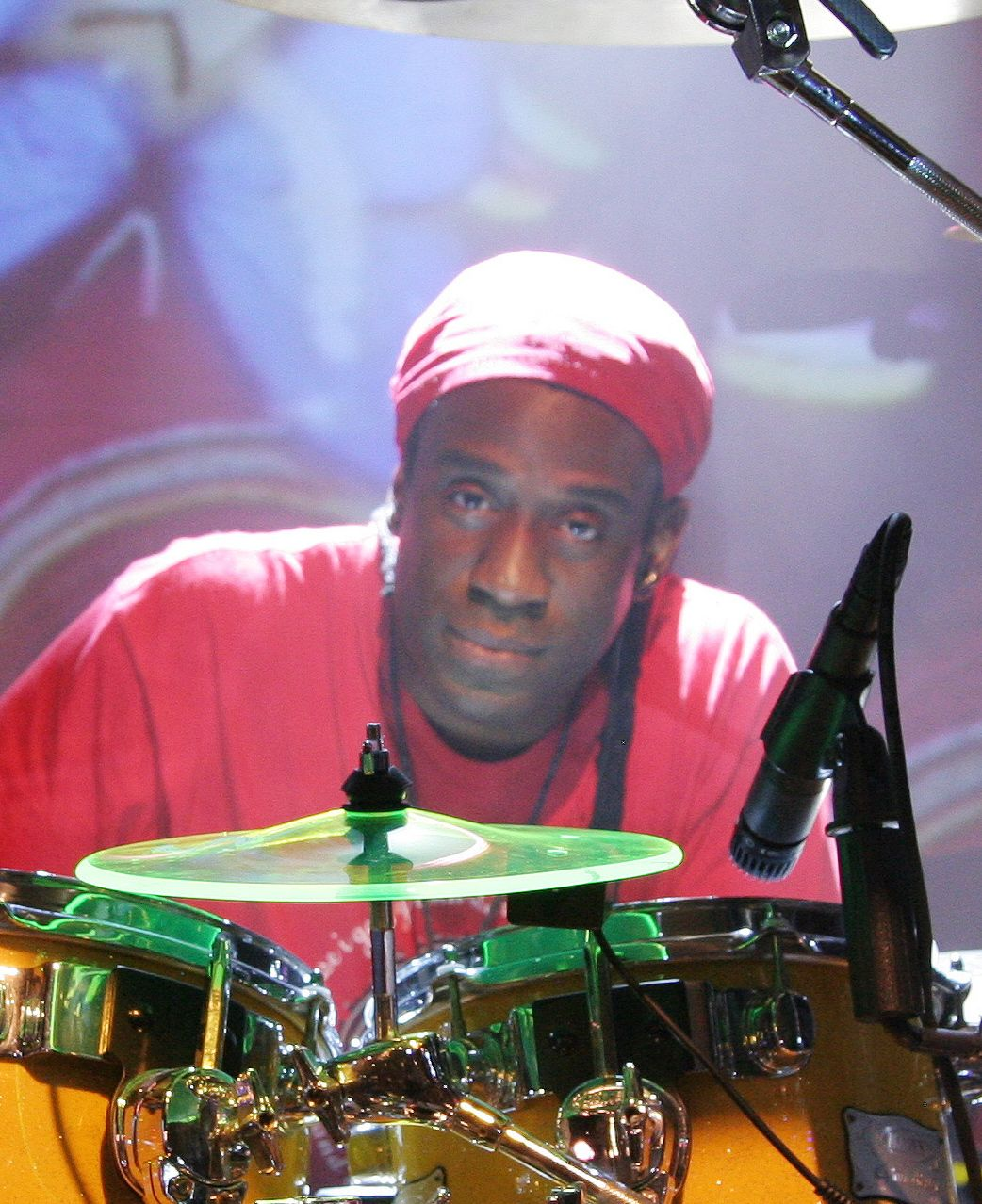
Will Calhoun, baterista (1984 - 1995, 2000 - presente)
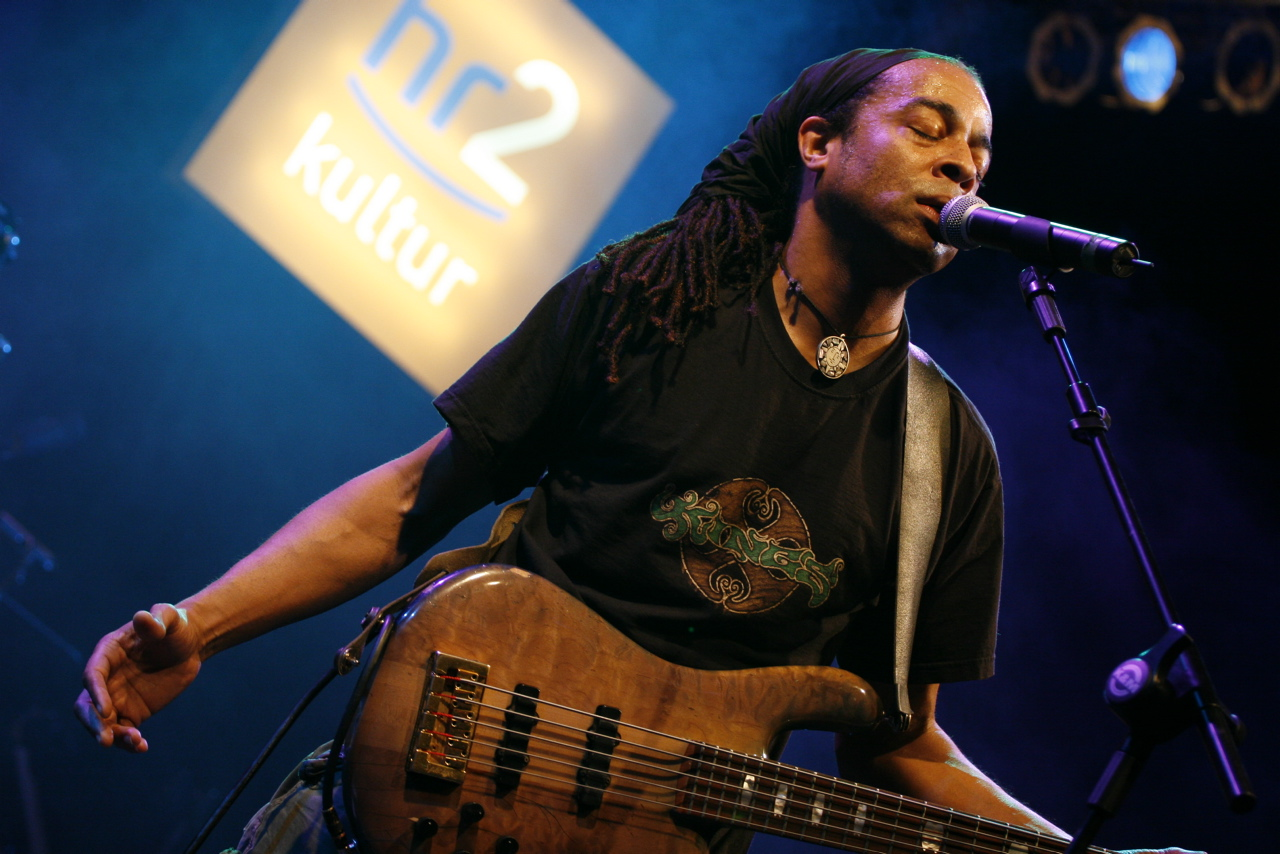
Doug Wimbish, bajista (1992 - 1995, 2000 - presente)

### Antiguos
- Muzz Skillings - bajo (1984 - 1992)

## Discografía
Álbumes de estudio
- Vivid (1988)
- Time's Up (1990)
- Biscuits (1991) -EP-
- Stain (1993)
- CollideØscope (2003)
- The Chair in the Doorway (2009)
- Shade (2017)

Álbumes en directo
- A Physical Experience (1992, grabado en vivo en Chicago en noviembre de 1991)
- Live at CBGB's (2004, grabado en vivo en 1989)
- Instant Live: Avalon, Boston, MA 10/17/04 (2005, grabado en vivo en 2004)

Álbumes recopilatorios y de rarezas
- Dread (1994)
- Pride (1995)
- Super Hits (1998)
- Play It Loud (1998)
- What's Your Favorite Color?: Remixes, B-Sides and Rarities (2005)
- Everything Is Possible: The Very Best of Living Colour (2006)

Sencillos
- "Cult of Personality" (1988)
- "Glamour Boys" (1988)
- "Memories Can't Wait" (1989)
- "Open Letter (To A Landlord)" (1989)
- "Love Rears Its Ugly Head" (1991)
- "Solace Of You" (1991)
- "Pride" (1992)
- "Fight The Fight" (1992)
- "Nothingness" (1993)
- "Ausländer" (1993)
- "Sunshine Of Your Love" (1994)

Vídeos
- Official Lively Bootleg (1989)
- Primer (1989)
- Time Tunnel (1991)
- Fight The Fight (1992)

DVD
- On Stage at World Cafe Live (2007)

## Enlaces
- Living Colour en Myspace

- Datos: Q1478077
- Multimedia: Living Colour / Q1478077